# Liste der Kulturdenkmäler im Werra-Meißner-Kreis

Kommunen im Werra-Meißner-Kreis

Die Liste der Kulturdenkmäler im Werra-Meißner-Kreis enthält die Kulturdenkmäler im Werra-Meißner-Kreis. Rechtsgrundlage für den Denkmalschutz ist das Denkmalschutzgesetz in Hessen.
Sie lässt sich nach den kreisangehörigen Kommunen gliedern:
- Liste der Kulturdenkmäler in Bad Sooden-Allendorf
- Liste der Kulturdenkmäler in Berkatal
- Liste der Kulturdenkmäler in Eschwege
- Liste der Kulturdenkmäler in Großalmerode
- Liste der Kulturdenkmäler in Herleshausen
- Liste der Kulturdenkmäler in Hessisch Lichtenau
- Liste der Kulturdenkmäler in Meinhard
- Liste der Kulturdenkmäler in Meißner
- Liste der Kulturdenkmäler in Neu-Eichenberg
- Liste der Kulturdenkmäler in Ringgau
- Liste der Kulturdenkmäler in Sontra
- Liste der Kulturdenkmäler in Waldkappel
- Liste der Kulturdenkmäler in Wanfried
- Liste der Kulturdenkmäler in Wehretal
- Liste der Kulturdenkmäler in Weißenborn
- Liste der Kulturdenkmäler in Witzenhausen